# Æðarfossar
Æðarfossar (in lingua islandese: cascata dell'edredone, grande anatra marina) è una cascata situata nella regione del Norðurland eystra, nella parte nord-orientale dell'Islanda.

## Descrizione
A nord della strada S85 Norðausturvegur, il fiume Laxá í Aðaldal forma il lago Mýrarvatn. Dopo essere uscito dal lago, il fiume percorre 56 km prima di formare la cascata Æðarfossar dove cade con un salto di 3 metri, suddividendosi in diversi rivoli. Il Laxá dopo la cascata prosegue il suo corso per altri 2 km prima di sfociare in mare nella baia di Skjálfandi. Il fiume è molto pescoso ed è un popolare sito per la pesca soprattutto della trota.
Nelle vicinanze della cascata si trova la fattoria Laxamyri, nota per il suo piumino di anitra edredone.
In questa fattoria è nato il poeta e scrittore islandese Jóhann Sigurjónsson (1880-1919).

## Accesso
La cascata Æðarfossar è situata circa 9 km a sud di Húsavík, non lontano dalla strada S85 Norðausturvegur. Dopo aver seguito la S85, poco prima di attraversare il fiume, si imbocca la Laxamýrarvegur, una stradina che permette di raggiungere la piccola cascata.